# کاس‌چنگ

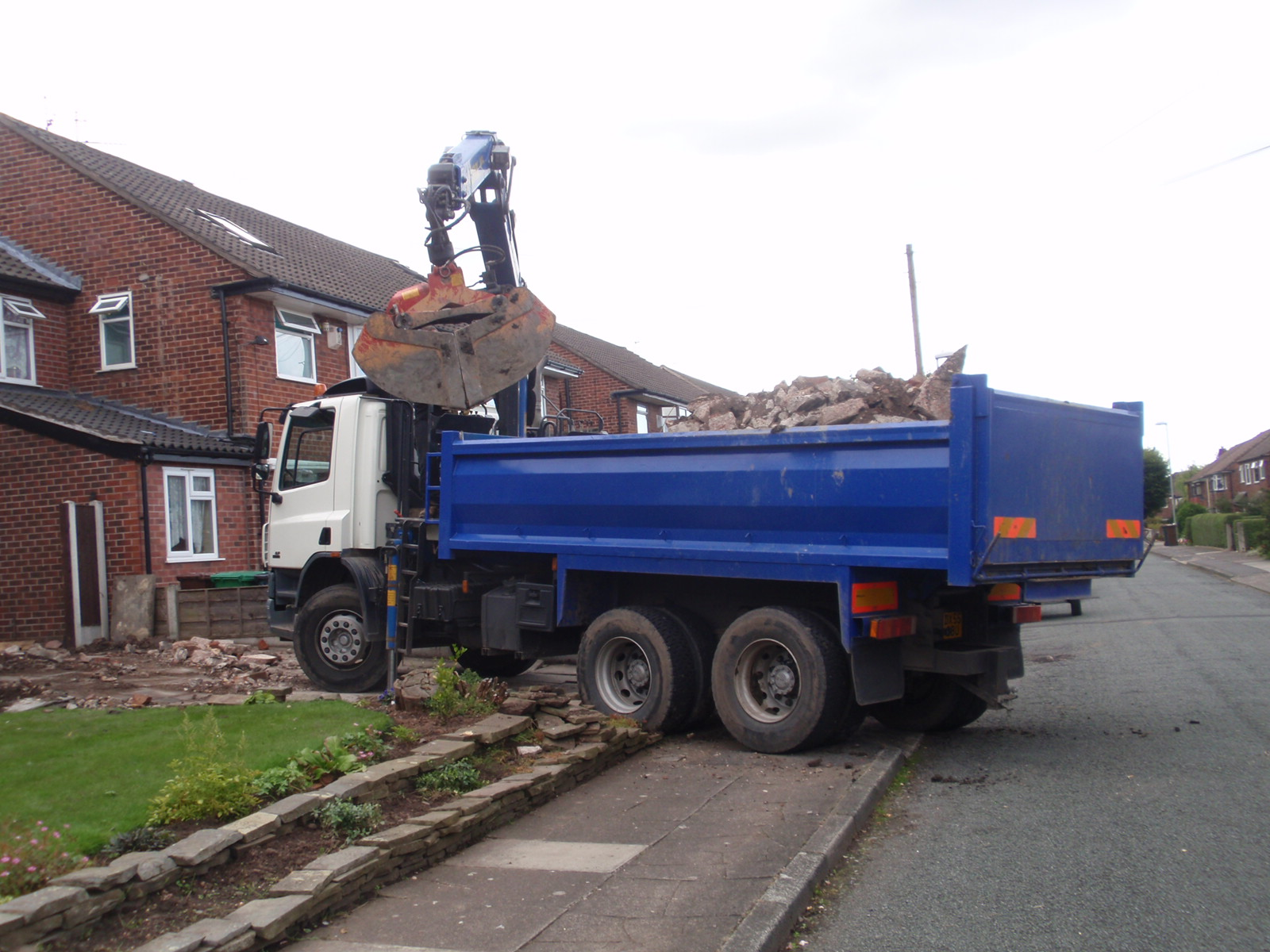
کاس‌چنگ صدفی بر روی یک کامیون.

کاس‌چَنگ (انگلیسی: Grab) وسیلهٔ بلند کردن و جابه‌جایی بار است متشکل از دو نیم‌کاسهٔ بزرگ که از آن برای بارگیری و تخلیهٔ بارهای فله‌ای استفاده می‌شود. از کاس‌چنگ‌ها برای بارگیری، تخلیه بار، لایروبی، و در مکان‌های اوراق کردن قطعات فلزی استفاده می‌شود.
برخی انواع کاس‌چنگ عبارتند از:
- دماغ‌گِرد
- صدفی
- پوست‌پرتغالی

روش‌های گوناگونی برای باز و بسته شدن کاس‌چنگ‌ها وجود دارد ازجمله:
- الکتروهیدرولیکی / دیزل-هیدرولیکی
- با طناب (یک‌طنابه، دو طنابه، سه‌طنابه، چهارطنابه)